# Liberty DeVitto
Liberty DeVitto (Nueva York, 8 de agosto de 1950) es un baterista de rock estadounidense. Es conocido por su trabajo como baterista de Billy Joel, participando en la mayoría de sus álbumes de estudio y giras, aunque también se ha desempeñado como baterista de sesión en grabaciones de otros artistas.
El 19 de mayo de 2009, DeVitto presentó una demanda ante el Tribunal Supremo del estado de Manhattan alegando que Billy Joel y Sony Music le debían más de 10 años de pagos de regalías. A DeVitto nunca se le ha dado crédito por escribir canciones sobre ninguna de las canciones de Joel, pero afirma que ayudó a escribir algunas de ellas. Su abogado afirmó que no sabe exactamente cuánto se le adeuda a DeVitto, y que las ventas récord de Joel están sujetas a una auditoría. En abril de 2010, se anunció que Joel y DeVitto resolvieron amistosamente la demanda.